# Charlotte Pence
Charlotte Pence Bond (rođena Charlotte Rose Pence; Columbus, Indiana, 25. lipnja 1993.) američka je spisateljica. Charlotte je drugo dijete, te najstarija kći 48. potpredsjednika Sjedinjenih Država Mikea Pencea i Druge dame Sjedinjenih Država, Karen Pence. Pisala je za časopise The DePaulia, Thought Catalog, Glamour i The Isis Magazine. Osvojila je regionalnu nagradu Emmy 2014. za film koji supotpisuje i na kom je sudjelovala i kao suradnica producenta. Napisala je knjigu za djecu Marlon Bundo's A Day in Life of the Vice President, objavljenu 2018. godine
Pence je odrasla u okrugu Arlington u Virginiji. Diplomirala je je diplomirala na Sveučilište DePaul. Trenutačno pohađa Harvard Divinity School. Udala se za Henryja Bonda u prosincu 2019.